# Kapel Onze-Lieve-Vrouw en Heilige Barbara

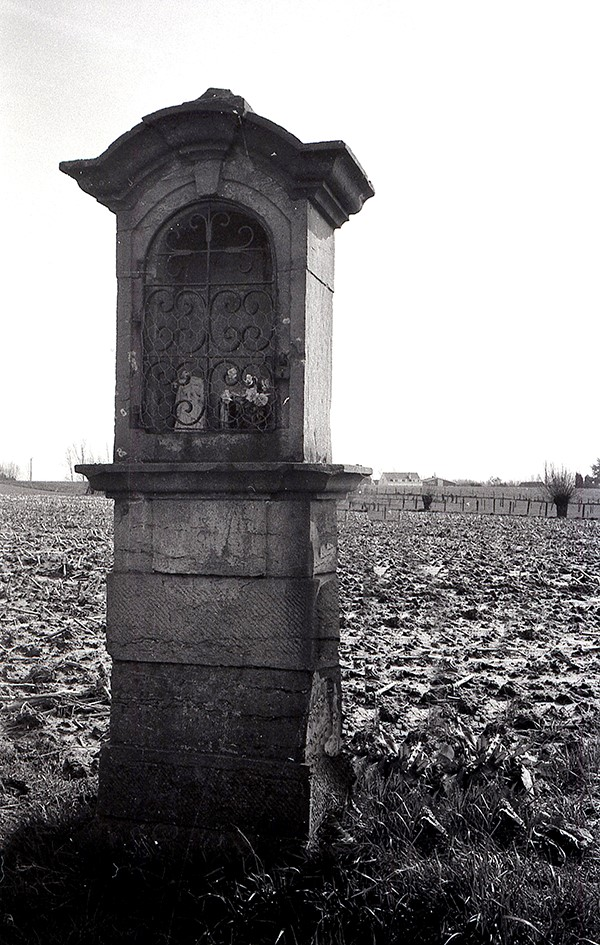
Kapel Onze-Lieve-Vrouw en Heilige Barbara langs de Halleweg (vóór 1998)

De kapel Onze-Lieve-Vrouw en Heilige Barbara in Tollembeek wordt ook wel door de inwoners het Kapelleke van den Dries genoemd (verwijzend naar haar locatie: Nemerkendries). 
Ze werd gebouwd in 1716 en bevond zich vroeger langs de veldbaan op de Nemerkendries, genaamd de Halleweg. De Halleweg was van oudsher een bedevaartsweg naar Onze-Lieve-Vrouw van Halle (sentier 44 in de Atlas der buurtwegen). 
Op de kapel lezen we het opschrift
Dese Capelle is gesticht door Nicolaas Devroede desen IH 1716
In 1998 werd de kapel overgeplaatst naar haar huidige locatie: het pleintje van de Nemerkendries. Op initiatief van de toenmalige vzw De Mijnwerker werd de kapel gerestaureerd, ter herinnering aan de vele mijnwerkers en mensen die gevaarlijke werk verrichten. Na de verplaatsing werd ze daarom ook toegewijd aan de patrones van de mijnwerkers, de Heilige Barbara. Op dinsdag 7 juli 1998 gebeurde de inwijding door pastoor De Dobbeleer van Galmaarden met een openluchtmis waarbij het beeld van de patroonheilige werd gewijd en in de kapel geplaatst.

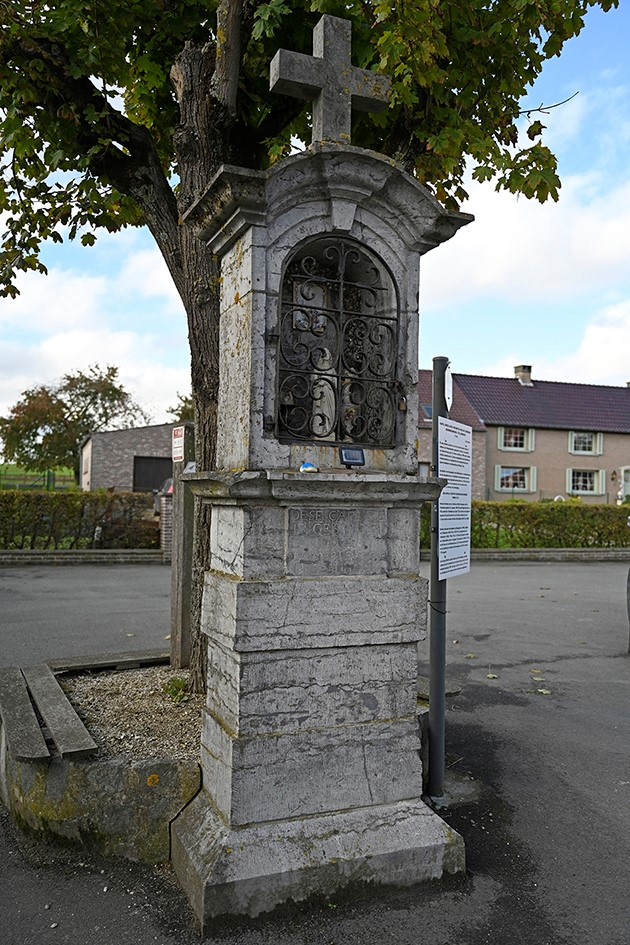
Kapel Onze-Lieve-Vrouw en Heilige Barbara op haar huidige locatie (het pleintje van de Nemerkendries)

Galmaarden heeft een rijk mijnwerkersverleden. Doorheen de gemeente kunnen verschillende monumenten gevonden worden ter herinnering hieraan. 

## Nicolaas Devroede[2]
Nicolaas Devroede, zoon van Adriaen en Maria Sergeants, werd te Tollembeek gedoopt op 9 augustus 1650. Hij huwde Margriete Kerinckx in 1676. Hij overleed te Tollembeek op 4 april 1733. Hij was lid van het Onze-Lieve-Vrouwe broederschap van den H. Roonsencranshe en werd er de vierde en vijfde koning van de Onze-Lieve-Vrouwe gilde. 
Nicolaas Devroede was leenman van Henegouwen in 1695, schepen van Tollembeek in 1696-1700 en 1708-1710 en burgemeester van Tollembeek in 1696, 1700 en 1703. In 1710 werd hij afgezet omwille van "malhonnêteté". 
Hij woonde  van 1696 tot 1722 op het Hof Ten Jole in de Hollestraat. Het was een kloosterhof van de Kartuizers van Herne. Het hof bestond al in 1691 en werd in 1773 vergroot. Later kreeg dit Hof Ten Jole de naam van Hof Correbeek, een naam ontleend aan de Correbeek die er in de buurt stroomt. Het hof met de landerijen besloeg in 1801 een oppervlakte van 55 ha 49 ca. In 1912 werd het hoofdgebouw door brand vernield en daarna weer opgebouwd.   